# Kerstin Rågmark-Lindkvist

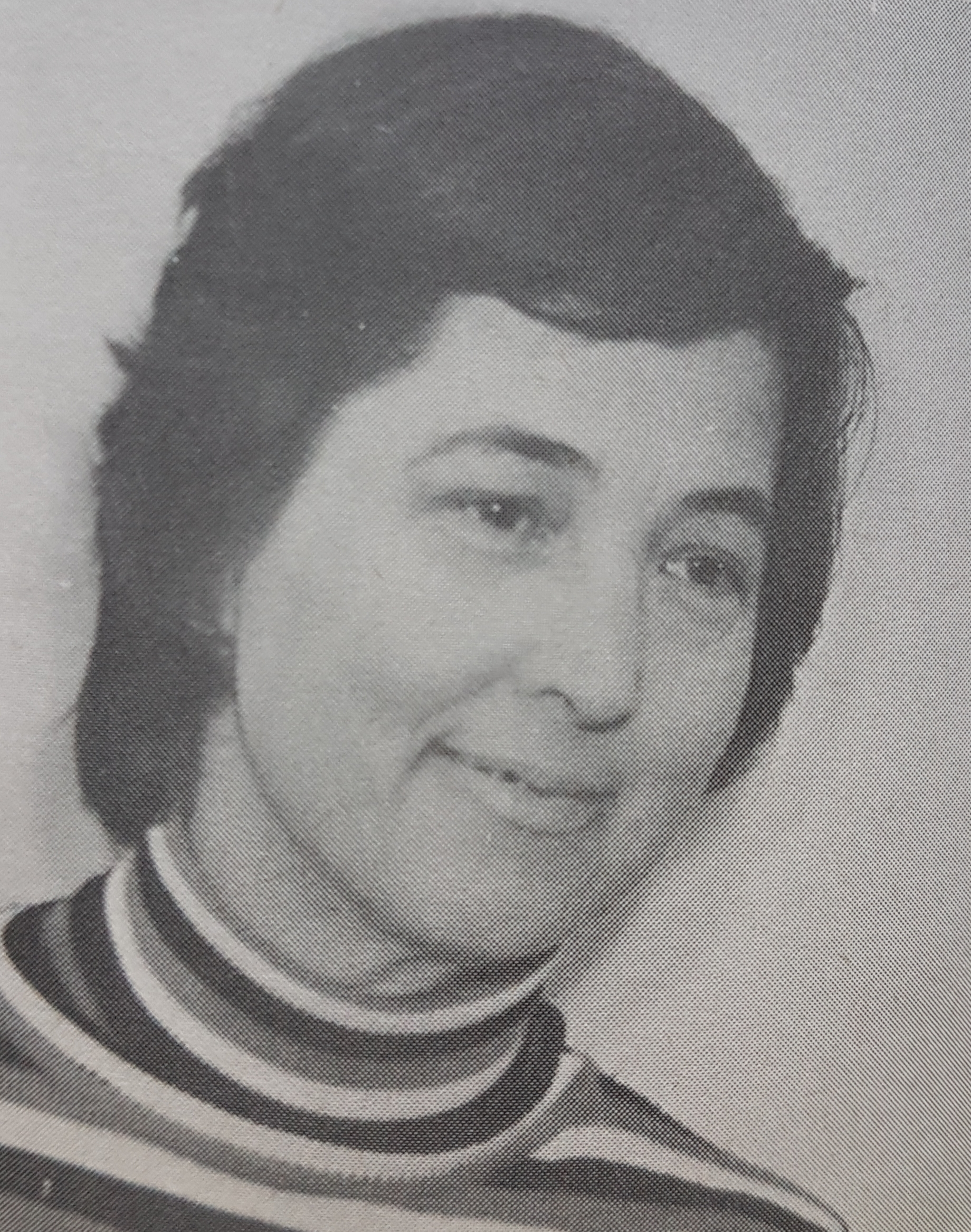
Kerstin Rågmark-Lindkvist

Inga Kerstin Rågmark-Lindkvist, född 28 oktober 1927 i Stora Kil, död 6 januari 2018 i Karlstad, var en svensk textilkonstnär, grafiker och tecknare.
Rågmark-Lindkvist studerade vid Slöjdföreningens skola i Göteborg 1947–1951 och därefter vid Académie de la Grande Chaumière i Paris 1951–1952. Hon var på studieresor till Frankrike. Tillsammans med Harry Moberg ställde hon ut i Kristinehamn 1954, Norrköpings konstmuseum 1958, Kristinehamn 1956 och ett flertal gånger med Värmlands konstförening.
Hon tilldelades Thor Fagerqvist stipendiet 1980. Hennes konst består av textil, emalj och grafik samt batik.
Rågmark-Lindkvist finns representerad vid Värmlands museum, på Norrköpings konstmuseum med batikverket Tulpan, i Gustav VI Adolf samling med tuschteckningen Torghandel, Statens konstråd och Värmlands läns landsting. 
Kerstin Rågmark-Lindkvist var dotter till agronom Olof Rågmark och Ester Moberg. Hon var från 1959 gift med ingenjör Börje Lindkvist.